# Paolo Sarpi
Fray Pablo Sarpi, en el mundo Pietro Sarpi (Venecia, 14 de agosto de 1552–Venecia, 15 de enero de 1623), fue un religioso, teólogo, historiador, astrónomo, matemático, físico, anatomista, escritor y polemista italiano de la Orden de los Siervos de María.

## Biografía
Hijo de un comerciante, quedó huérfano muy joven y fue educado por un tío paterno y por el monje servita Giammaria Capella; ignorando la oposición del resto de su familia, entró en la Orden de los Servitas en 1566 con el nombre de Fra Paolo con la edad de trece años. Superdotado intelectualmente, sostuvo no menos de trescientas dieciocho tesis a disputa en 1570 en Mantua y fue aplaudido como eminente teólogo por el duque. En su corte se quedó cuatro años estudiando lenguas orientales.
Marchó a Milán en 1575 bajo la protección del cardenal Borromeo; pronto fue transferido por sus superiores a Venecia como profesor de filosofía de su convento. En 1579 fue enviado a Roma para asuntos relacionados con la reforma de su orden; estudió allí todas las ciencias y alcanzó a ser en 1585 procurador general de su orden. Volvió a Venecia en 1588 y se pasó los siguientes siete años estudiando, interviniendo sólo ocasionalmente en las disputas de su orden. Habiendo fallecido Clemente VIII en marzo de 1605, desde 1606 se mostró como un formidable defensor de Venecia en sus conflictos con el nuevo papa Paulo V, a causa de los graves desencuentros y desacuerdos sobrevenidos entre ambos gobiernos; publicó escritos violentos contra Roma y el senado veneciano recompensó su celo nombrándole teólogo consultor y después miembro del Consejo de los Diez; Sarpi tuvo que sobrellevar la interdicción y la excomunión durante el conflicto y, en la Universidad de Padua, encontró a Galileo Galilei, quien, perseguido como él, se convirtió en su amigo y confidente. La actitud del papa Paulo V se volvió aún más amenazante y agresiva al extender sus prerrogativas. En enero de 1606 un nuncio del papa presentó una carta donde el papa exigía la sumisión de los venecianos. La corte romana envió contra él asesinos que le atacaron la noche del 5 de octubre de 1607[cita requerida] y le dieron por muerto. Curado a costa del gobierno, cuando se restableció continuó ocupándose en asuntos públicos y se encontraba meditando la separación definitiva de Venecia de la Iglesia romana cuando murió.
Sus obras completas fueron publicadas en Nápoles, 1790, 24 vols., en octavo. Todas están en el Índice romano de libros prohibidos. Era tan versado en todos los campos del saber que Girolamo Fabrizi d'Acquapendente le llamó «Oráculo de su siglo» y fue autor de la celebérrima Istoria del Concilio tridentino, pronto puesta en el Index librorum prohibitorum. Se imprimió en Londres, 1619, bajo el seudónimo de Pietro Soave Polano por el apóstata Marco Antonio de Dominis, con adiciones de este último. Sin estas adiciones fue publicado en Ginebra en 1629 y traducida al latín y a todas las lenguas modernas. 
Paolo Sarpi también descubrió la contractibilidad del iris en el ojo y fue un gran defensor de la ciencia experimental y cerrado opositor de los privilegios e inmunidades del clero.

## Obras

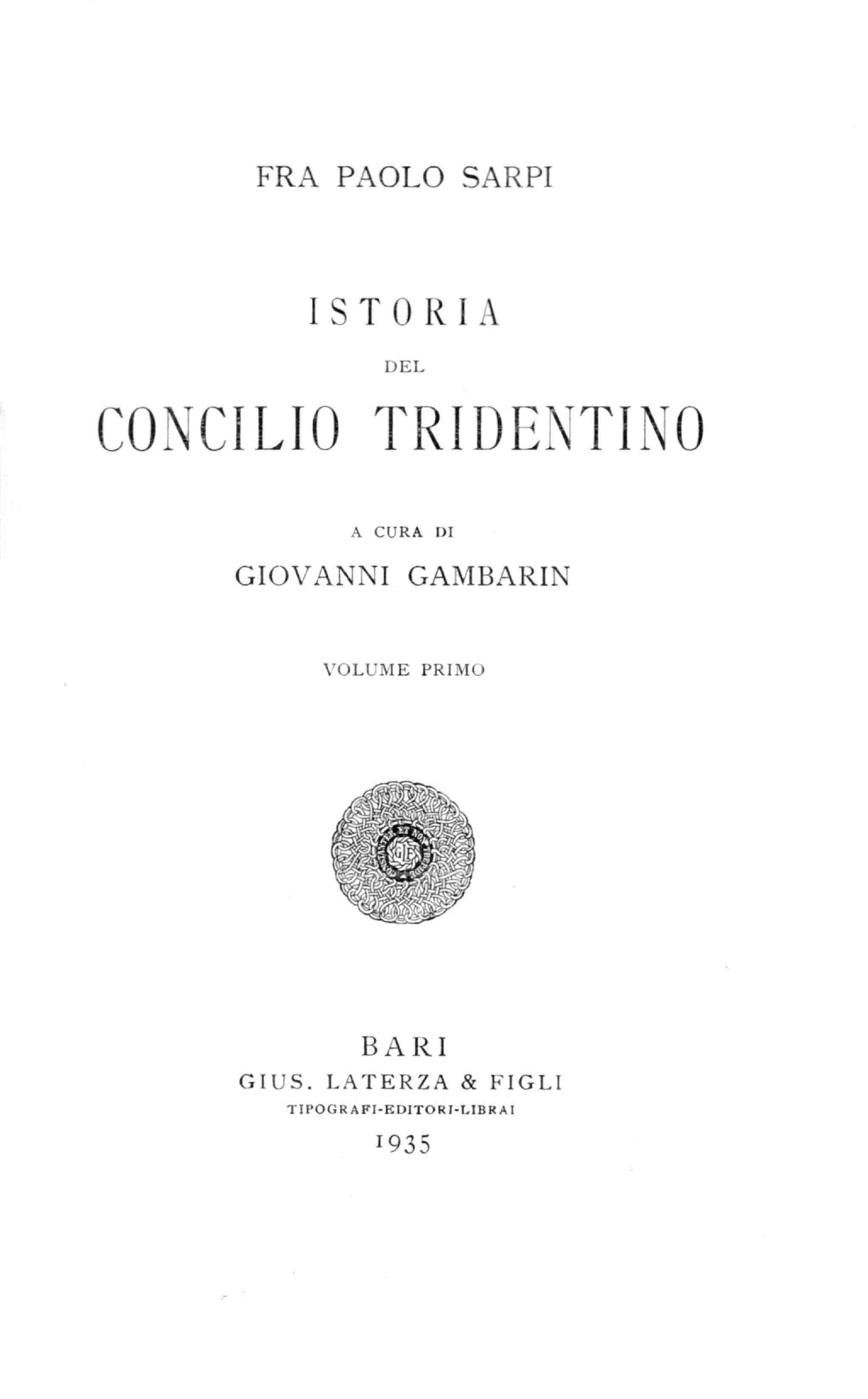
Istoria del Concilio tridentino, 1935

- Opere, al cuidado de L. y G. Cozzi, Milano-Napoli 1969
- Discorso dell'origine, forma, leggi ed uso dell'Uffizio dell'Inquisizione nella città e dominio di Venezia, 1638.
- Trattato dell'interdetto di Paolo V nel quale si dimostra che non è legittimamente pubblicato, 1606
- Apologia per le opposizioni fatte dal cardinale Bellarmino ai trattati et risolutioni di G. Gersone sopra la validità delle scomuniche, 1606.
- Considerationi sopra le censure della santità del papa Paolo V contra la Serenissima Repubblica di Venezia, 1606
- Il trattato dell'immunità delle chiese (De iure asylorum), 1622.
- Istoria dell'Interdetto e altri scritti editi e inediti, Bari, Laterza 1940
- Lettere ai protestanti, Bari, Laterza 1932
- Lettere ai Gallicani, al cuidado de Boris Ulianich, Wiesbaden, F. Steiner, 1961.
- Trattato delle materie beneficiarie, 1676.
- Pensieri naturali, metafisici e matematici, 1951
- Istoria del Concilio Tridentino, Torino, Einaudi 1974
- Consulti, 2 voll., al cuidado de Corrado Pin, Pisa-Roma, Istituti Editoriali e Poligrafici Internazionali 2001
- Della potestà de' prencipi, a cuidado de Nina Cannizzaro, Venezia, Marsilio 2007